# Dev Anand
Pour les articles homonymes, voir Anand.
Dev Anand, né Dharam Dev Pishorimal Ānand le 26 septembre 1923 et mort le 3 décembre 2011, est un acteur, réalisateur et producteur indien de Bollywood.
Au cours d'une carrière longue de plus de soixante ans, il tourne dans 110 films, en produit 31 et en réalise 19. Archétype du séducteur souvent comparé à Gregory Peck, il tourne avec les plus grandes actrices des années 1950, 1960 et 1970 dans des films qui marquent le cinéma indien tels que Baazi (1951), Munimji (1955), C.I.D. (1956), Kala Pani (1958), Guide (1965), Jewel Thief (1967) ou Haré Raama Haré Krishna (1971).
Il est le frère des réalisateurs Vijay Anand et Chetan Anand et l'oncle de Shekhar Kapur. En 1949, alors qu'il rencontre le succès comme acteur, il crée sa société de production, Navketan Films.

## Biographie personnelle
Dev Anand est né le 26 septembre 1923 à Gurdaspur au Penjab. Après avoir obtenu un diplôme de littérature anglaise au Government College de Lahore, au début des années 1940 il s'installe à Bombay où il rejoint son frère aîné, Chetan Anand, avec lequel il adhère à l'Indian People's Theatre Association, proche du Parti communiste d'Inde.
En 1948, Dev Anand fait la connaissance de la célèbre actrice Suraiya sur le tournage de Vidya au cours duquel il la sauve de la noyade. Les deux jeunes acteurs tombent amoureux et tournent ensemble six films par la suite. Mais leur idylle est interrompue en 1951, lorsque la grand-mère maternelle de l'actrice s'oppose au mariage de sa petite-fille musulmane avec un hindou. Sur la plateau de Baazi, Dev Anand rencontre l'actrice débutante Kalpana Kartik qu'il retrouve dans plusieurs films les années suivantes et qu'il épouse en 1954. La comédienne abandonne sa carrière cinématographique et le couple a une fille et un fils, Suneil, qui après une brève carrière d'acteur se consacre à la maison de production de son père.
Dev Anand meurt le 3 décembre 2011 à l'âge de 88 ans, dans le Washington Hotel en Mayfair, Londres.

## Carrière
Les studios Prabhat Talkies offrent son premier rôle à Dev Anand en 1946 avec Hum Ek Hain (P. L. Santoshi). Le film ne marque pas les esprits mais permet à l'acteur débutant de faire la connaissance de Guru Dutt avec lequel il se lie d'amitié. Les deux jeunes gens font un pacte d'aide mutuelle : si Dev produit un film, Guru le réalisera ; si Guru produit un film, Dev y jouera. Quand, deux ans plus tard, il rencontre le succès avec Ziddi (Shaheed Latif) produit par Ashok Kumar (Bombay Talkies), il décide de créer sa propre société de production, Navketan Films. C'est ainsi qu'il peut tenir sa promesse en produisant et jouant dans Baazi que réalise Guru Dutt en 1951. Ce thriller policier est un énorme succès qui permet à Dev Anand d'accéder au statut de star.
Bien que sa filmographie comporte nombre de réussites tels Vidya (1948), Jeet (1949), Shair (1949), Afsar (1950), Nili (1950), Do Sitare (1951) et Sanam (1951) avec la célèbre Suraiya avec laquelle il a une relation sentimentale malheureuse, ou encore Jaal (Guru Dutt, 1952), Dushman (1957), Kala Bazar (Vijay Anand, 1960) et Bombai Ka Baboo (Raj Khosla, 1960), les critiques lui reprochent d'avoir plus d'allure que de profondeur. Cependant, dans Kala Pani (Raj Khosla, 1958) il incarne avec beaucoup de conviction un fils cherchant à prouver l'innocence de son père injustement emprisonné, ce qui lui permet de recevoir le Filmfare Award du meilleur acteur et de voir reconnaître son talent de comédien. C'est également avec assurance qu'il interprète un double rôle dans Hum Dono (Amarjeet, 1961), drame sur les ravages de la guerre qui fait l'objet d'une nouvelle sortie sur les écrans en février 2011 dans une version colorisée.
Mais c'est sans doute avec son premier film en couleur, Guide, écrit et réalisé par son frère Vijay qu'il offre sa prestation la plus réussie. Dans ce film qui dénonce l'étroitesse d'esprit et l'hypocrisie, il interprète un guide touristique qui tombe amoureux de Waheeda Rehman qu'il aide à échapper à un mariage malheureux. Après avoir sombré dans la déchéance, il trouve le salut en devenant le guide spirituel d'une petite communauté de paysans. Adapté d'une nouvelle de R. K. Narayan, le film connaît un succès public et critique et est couronné de sept Filmfare Awards en 1966 dont celui du Meilleur acteur pour Dev Anand.

## Filmographie sélective
- 1946 : Hum Ek Hain, de P. L. Santoshi
- 1948 : Ziddi, de Shaheed Latif
- 1951 : Baazi, de Guru Dutt
- 1953 : Rahi, de Khwaja Ahmad Abbas
- 1954 : Taxi Driver, de Chetan Anand
- 1956 : C.I.D. , de Raj Khosla
- 1958 : Kala Pani, de Raj Khosla
- 1963 : Tere Ghar Ke Samne, de Vijay Anand
- 1965 : Guide, de Vijay Anand
- 1971 : Tere Mere Sapne, de Vijay Anand
- 1971 : Haré Raama Haré Krishna, de Dev Anand
- 1973 : Joshila, de Yash Chopra

## Distinctions
- Filmfare Award du meilleur acteur pour Kalapani en 1959 et pour Guide en 1967
- Filmfare Award for Lifetime Achievement en 1991
- Il est distingué de la Padma Vibhushan en 2001[6]
- Prix Dadasaheb Phalke en 2003